# Mont Bona
Pour les articles homonymes, voir Bona.
Le mont Bona est un volcan de la chaîne Saint-Élie situé en Alaska, aux États-Unis.